# 栗臀䴓
栗臀䴓（学名：Sitta nagaensis），是雀形目䴓科的一种鸟类。

## 特征
栗臀䴓体重约14.7克，翼长约79.3毫米，嘴峰长约17.3毫米，喙宽度约3.7毫米，喙厚度约3.5毫米，跗蹠长约17毫米，尾长约45.2毫米。栗臀䴓在其分布区内为留鸟，其栖息在密集的高大树木组成的森林中，食性为肉食性，主要食物来源是陆生无脊椎动物。

## 亚种
- ：分布于中国南部和东部（西藏东南部、四川、云南和贵州极西南地区；以及福建西北部较高山区的孤立种群）、老挝北部、越南西北部（西北部）、缅甸东部（克钦邦北部至掸邦南部）和泰国西北部。
- ：分布于印度东北部（那加兰邦、曼尼普尔邦、阿萨姆邦东部的帕凯山和南部的加加爾縣和梅加拉亚邦的卡西丘陵）和缅甸西部（钦山北部）。
- ：分布于缅甸西南部（维多利亚山，可能还有钦山山脉中部和南部的其它山地），老挝南部（布拉万高原），以及越南南部（大叻高原以南至潘塔尔岛）。[4]